# Aaron Hughes
Aaron William Hughes (Cookstown, 8. studenog 1979.) je sjevernoirski umirovljeni nogometaš. Hughes je bivši reprezentativac sjevernoirske nogometne reprezentacije. Mnogi ga smatraju kao jednog od najvećih sjevernoirskih nogometaša svih vremena.
Odigrao je 455 utakmica u Premier ligi, bez dobivanja crvenog kartona, što je drugi najveći rekord u povijesti te lige nakon Velšanina Ryana Giggsa. Profesionalnu karijeru je započeo u 1997. godini u Newcastle Uniteda, gdje je skupio 279 nastupa u svim ligama. Prešao je u Aston Villu za milijun funti u svibnju 2005. godine, gdje je potpisao trogodišnji ugovor. Debitirao je za Villans 13. kolovoza protiv Bolton Wanderersa na Villa Parku. Dvije godine kasnije je ga doveo tadašnji trener Lawrie Sanchez u Fulham. U 2009. godini je produžio ugovor s Fulhamom do ljeta 2013. godine. S Fulhamom je se u 2010. uspio probiti do finala Europske lige, gdje je Fulham izgubio od španjolskog Atlética Madrida. U siječnju 2014. godine je branič napustio Fulham i potpisao za Queens Park Rangerse. Pola godine kasnije je Queens Park Rangerse napustilo sedam igrača, među kojim i Hughes bio nakon isteka ugovora. Potom je nastavio karijeru u Brighton & Hove Albionu, potpisajući na jednu godine. Hughes je tada postao prvo pojačanje tadašnjeg trenera Samija Hyypiäa. Međutim, ni u Brighton & Hove Albionu se nije dugo zadržao. U srpnju 2015. je prešao u australski Melbourne City. U travnju 2016. je napustio Melbourne City. U srpnju 2016. je se Hughes pridružio indijskom klubu Kerala Blasters. U siječnju 2017. je središnji branič kao slobodan igrač potpisao do kraja sezone s Heart of Midlothianom iz škotskog Premiershipa. Škotski klub je odlučio produžiti ugovor s Hughesom na jednu sezonu u svibnju 2017. U zadnjoj sezoni sa škotskim klubom je odigrao sedam utakmica, nakon čega je objavio da odlazi u klupsku mirovinu u svibnju 2019. godine.
Za sjevernoirsku nogometnu reprezentaciju je debitirao u 1998. godini protv Slovačke i odigrao je preko 110 utakmica za domovinu. U Belfastu je po prvi put vodio reprezentaciju kao kapetan protiv Španjolske, 17. travnja 2002. godine. Od 2003. do 2011. godine je bio (prvi) kapetan Sjeverne Irske. Svoj jedini gol za reprezentaciju je dao protiv Farskih otoka, trinaest i pol godina nakon debija. U rujnu 2011. je se oprostio od reprezentacije, ali je se šest mjeseci kasnije predomislio i vratio u ekipu. Protiv Slovačke, zemlje protiv koje je Hughes debitirao, je odigrao svoju stotu utakmicu za domovinu u lipnju 2016. godine. Trenutačno je treći na ljestvici sjevernoirskih reprezentativaca po broju nastupa, nakon bivšeg reprezentativca Pata Jenningsa i Stevena Davisa. Sjevernoirski nogometni izbornik objavio je u svibnju 2016. popis za nastup na Europskom prvenstvu u Francuskoj, na kojem je se nalazio Hughes. Nije sudjelovao u prvoj utakmici na Europskom prvenstvu protiv Poljske, koju je Sjeverna Irska izgubila s 1:0. U lipnju 2019. godine je se Hughes nakon 21 godinu i 112 utakmica oprostio od reprezentacije nakon pobjede u kvalifikacijskom susretu protiv Bjelorusije. Sjevernoirac je 48 puta bio kapetan reprezentacije. Izjavio je kako će zauvijek biti zahvalan izborniku Martinu O'Neillu i bivšem izborniku Lawrieju McNenemyju, pod kojim je debitirao za Norn Iron.